# Макдауэлл, Роуз
Ро́уз Макда́уэлл (англ. Rose McDowall; род. 21 октября 1959, Глазго, Шотландия, Великобритания) — шотландская певица, известная прежде всего как вокалистка синти-попового дуэта Strawberry Switchblade.

## Биография
Первым музыкальным коллективом, в котором участвовала Роуз, стало арт-панковое трио The Poems, организованное в 1978 г. её тогдашним супругом Дрю Макдауэллом. В 1981 Роуз и её подруга Джилл Брайсон основали нововолновый ансамбль Strawberry Switchblade. Их второй сингл, Since Yesterday, вышедший в 1984 г. после заключения контракта с Warner Bros., вошёл в топ-5 британских чартов, однако продажи выпущенного после этого лонгплея оказались заметно ниже, чем ожидалось; разочарованные этим, в 1986 г. Strawberry Switchblade распались (дополнительным поводом к этому стали внутренние разногласия). В последующие годы Макдауэлл активно сотрудничала с рядом индастриал- и дарк-фолк-групп, в частности, Coil, Current 93, Death in June, Nurse With Wound, Nature and Organisation, Psychic TV, NON и другими (её супруг Дрю был какое-то время в составе Coil). В 1993-м Роуз и Бойд Райс объединились в дуэт Spell и выпустили под этим именем альбом кавер-версий старых поп-песен; в это же самое время Макдауэлл пела в дарк-фолковой группе Sorrow, основанной её вторым мужем Робертом Ли. Группа записала два альбома и один EP, выпущенные через World Serpent Distribution, но особого успеха не имела. Все это время Макдауэлл продолжала сотрудничать с Coil и Current 93. Начиная с 2005 г. Роуз выступает под своим собственным именем; известная прежде всего как вокалистка, она, тем не менее, играет также на гитаре, клавишных, мелодике и ударных.
У Роуз Макдауэлл трое детей — Кёри Макдауэлл от брака с Дрю Макдауэлл и Боби и Велосити Ли от брака с Робертом Ли.

## Дискография

### Сольно
- Cut With The Cake Knife (2004)
- Alone (2005)

### Strawberry Switchblade
Основная статья: Strawberry Switchblade#Дискография

### Spell
- Seasons in the Sun (1993)

### Sorrow
- Under the Yew Possessed (1993)
- Sleep Now Forever (1999)
- Let There Be Thorns (2001)